# Fruit

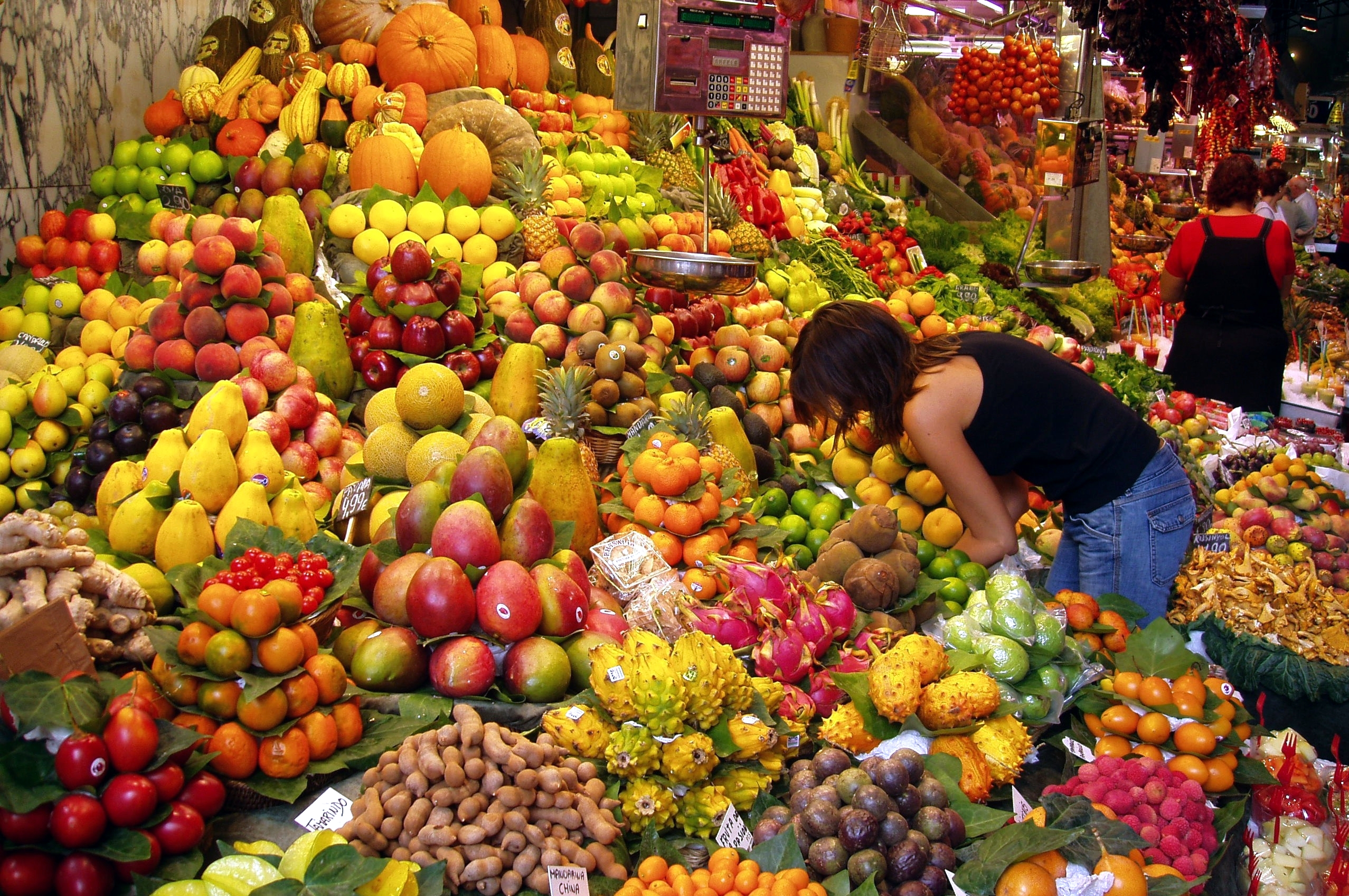
Fruitstal in Barcelona

Fruit is de verzamelnaam voor eetbare vruchten van plantensoorten en -rassen, en daarop gelijkende schijnvruchten zoals aardbei, vijg, ananas, appel en peer. Hoewel ook het woord ooft hiervoor wordt gebruikt, wordt daarmee doorgaans vooral boomfruit of najaarsfruit, zoals appels en peren, bedoeld.
Niet alle eetbare vruchten en schijnvruchten worden tot fruit gerekend. Voorbeelden hiervan zijn de verschillende soorten noten en kastanjes. De tomaat en de komkommer worden tot de groenten gerekend.

## Consumptie
Veel primaten, zoals de chimpansee, eten vooral fruit (aangevuld met bladeren, noten, schors en stengels, maar ook dierlijk materiaal als insecten en vogeleieren). Ook de mens gebruikt fruit.
Fruit kan meestal in oorspronkelijke vorm gegeten worden. Soms moet eerst de schil verwijderd worden. Fruit wordt ook wel als nagerecht gegeten. Ook kan het worden gebruikt als basis voor vruchtensap. De hoeveelheid opgeloste stoffen in een vruchtensap wordt gemeten in graden brix.
Minstens twee stuks fruit wordt aanbevolen als dagelijkse hoeveelheid. Sommige mensen kunnen fruit op een volle maag echter niet verdragen, met een onaangenaam opgeblazen gevoel in de maag als gevolg.

## Verschil tussen groenten en fruit
Meestal is het duidelijk of een vrucht tot fruit of tot de groenten behoort, maar er zijn ook grensgevallen zoals de tomaat, komkommer, paprika en rabarber. Er kan een scheiding gemaakt worden aan de hand van verschillende criteria: culinair, tuinbouwkundig, plantkundig en cultureel.

## Kleinfruit
Onder kleinfruit (Engels: berry fruit) wordt zachtfruit verstaan dat aan kleine planten of struiken groeit, zoals aardbeien, frambozen en verschillende soorten bessen. Kleinfruitgewassen worden commercieel grotendeels in kassen, plastic tunnels of onder regenkappen geteeld om ze tegen weersinvloeden en vogelschade te beschermen. Een cultivar van de blauwe bes (Vaccinium corymbosum), afkomstig uit de Verenigde Staten, is een  wijdverbreide soort.

## Afbeeldingen

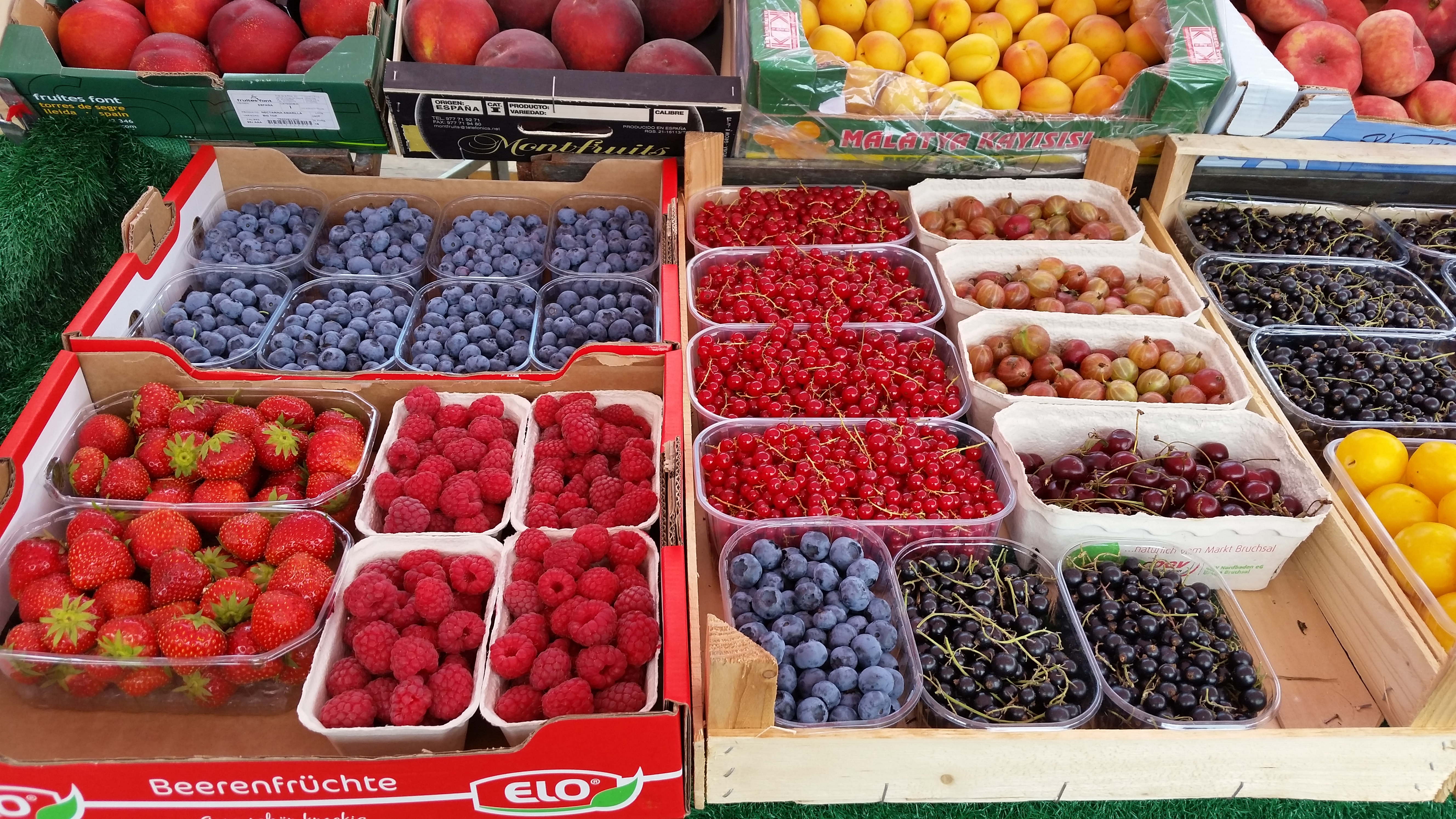
Kleinfruit
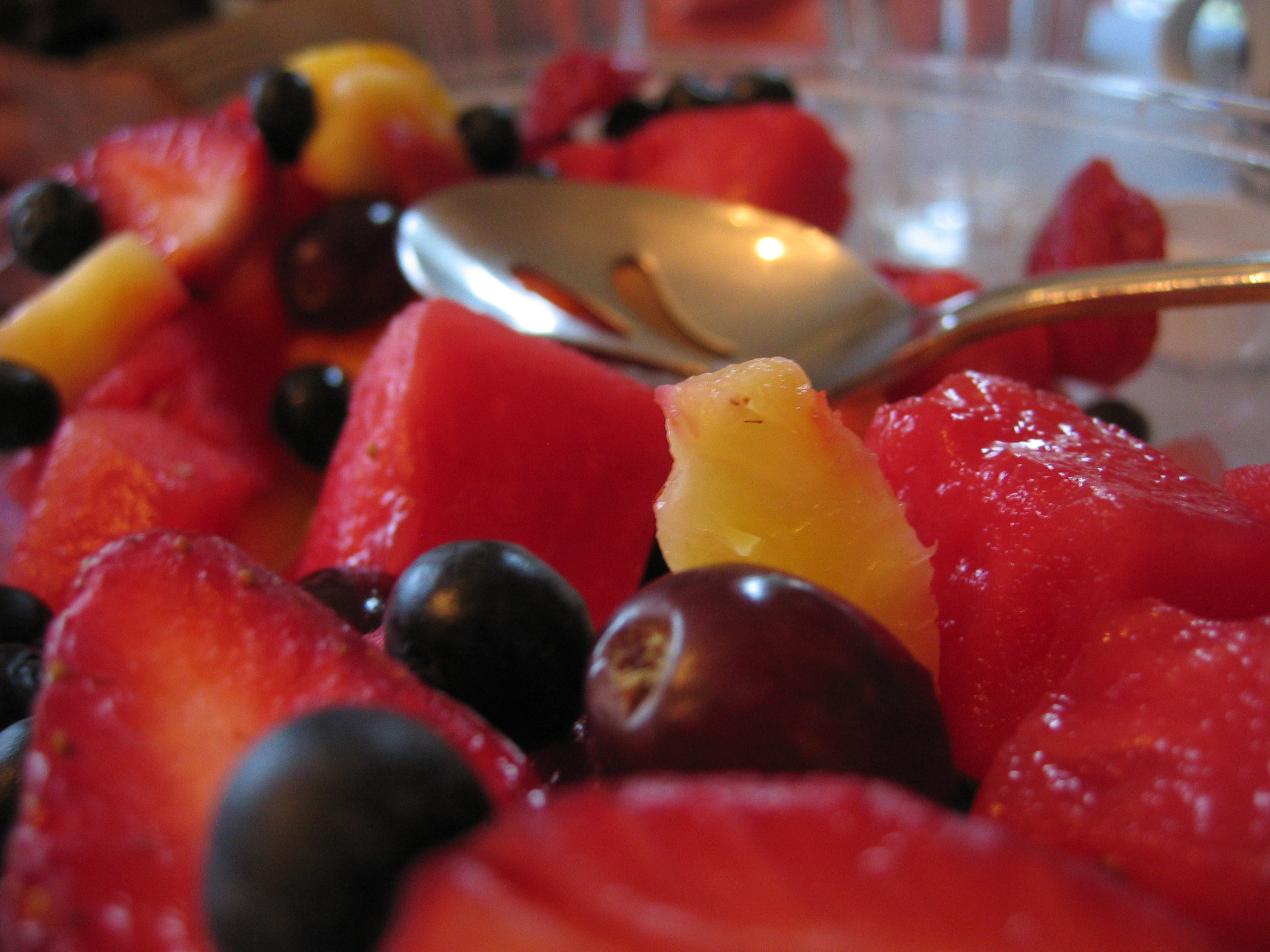
Fruitsalade
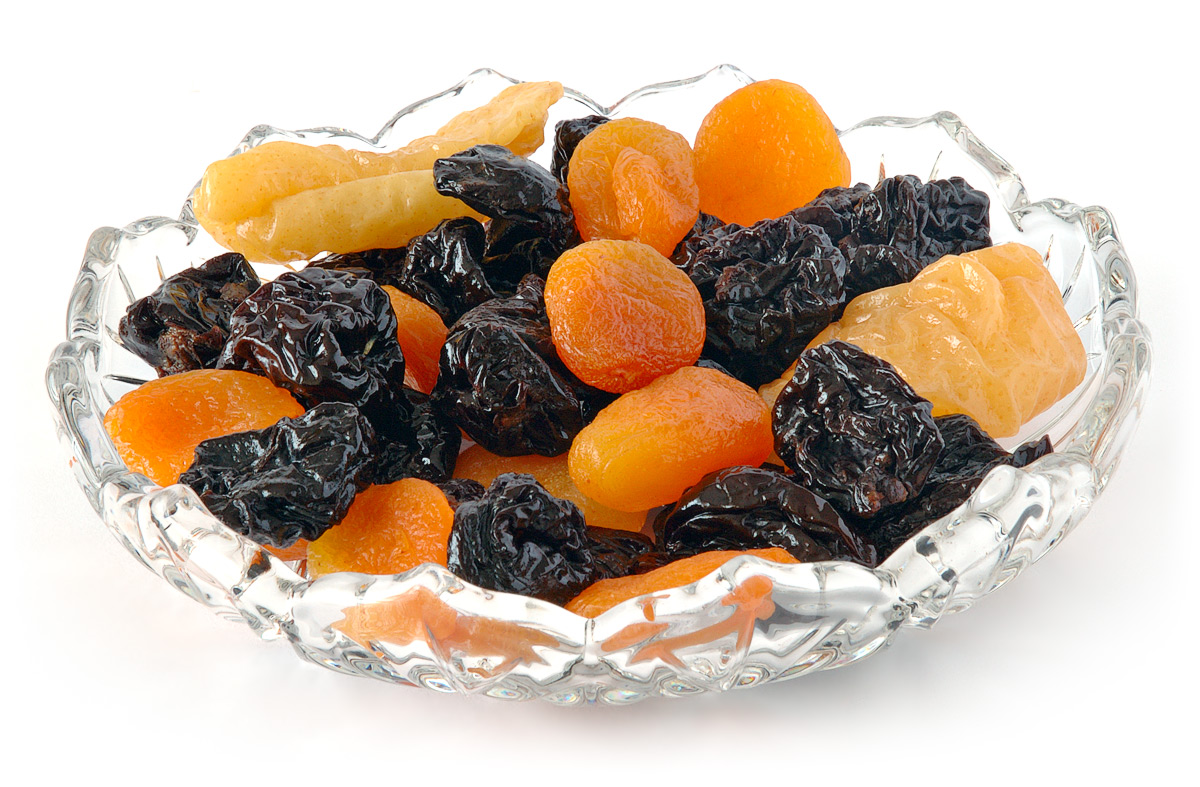
Gedroogd fruit